# Francis Garnung
Francis Garnung, né le 16 mai 1925 à Mios et mort le 24 août 2016 à Saint-Zacharie, est un romancier et auteur de pièces de théâtre français.

## Biographie
Durant la Seconde Guerre mondiale, Francis Garnung est résistant ; il est décoré de la croix de guerre 1939-1945 à l'âge de 20 ans.
Après guerre, Maurice Nadeau lui ouvre sa page littéraire dans le journal Combat de Camus, à deux reprises en 1949 et 1950, et il publie une nouvelle et un poème. En 1952, Roger Blin met en scène sa pièce de théâtre Service des Pompes. Il se lie d’amitié avec le mime Marceau, Eugène Ionesco et Arthur Adamov.
En 1956, René de Obaldia fait éditer son premier roman La Pomme rouge chez Pierre Horay.
Ouvrier taille-doucier, il fonde, avec J.J.J. Rigal, une société de bibliophiles, Les Impénitents, patronnée par Jean Cocteau, qui sortira tous les ans pendant trente ans un texte illustré par un jeune graveur avec un frontispice de maîtres (Max Ernst, Salvador Dalí, Alberto Giacometti, Henry Moore, et bien d’autres).
Il entre à l’Institut pédagogique national comme documentaliste, puis dans l’administration universitaire et scolaire.
En 1965, il sort un second roman, Les Miroirs et les Chaînes, chez Albin Michel, dédié à Robert Sabatier et à Alain Bosquet. L'année suivante les éditions Phébus rééditent ses deux premiers romans. Francis Garnung écrit aussi pour la jeunesse.Il écrit également Un bras d'honneur publié aux Éditions de l'Institut André Gide (dont il a été nommé président d'honneur à titre posthume en 2019.) PAr ailleurs, il participe régulièrement au concours de nouvelles Page blanche organisé par Marie Josée Mathevet entre 1995 et 2005, et remporte même le prix en 1998 avec sa nouvelle Une bouteille à la mer.

### Romans

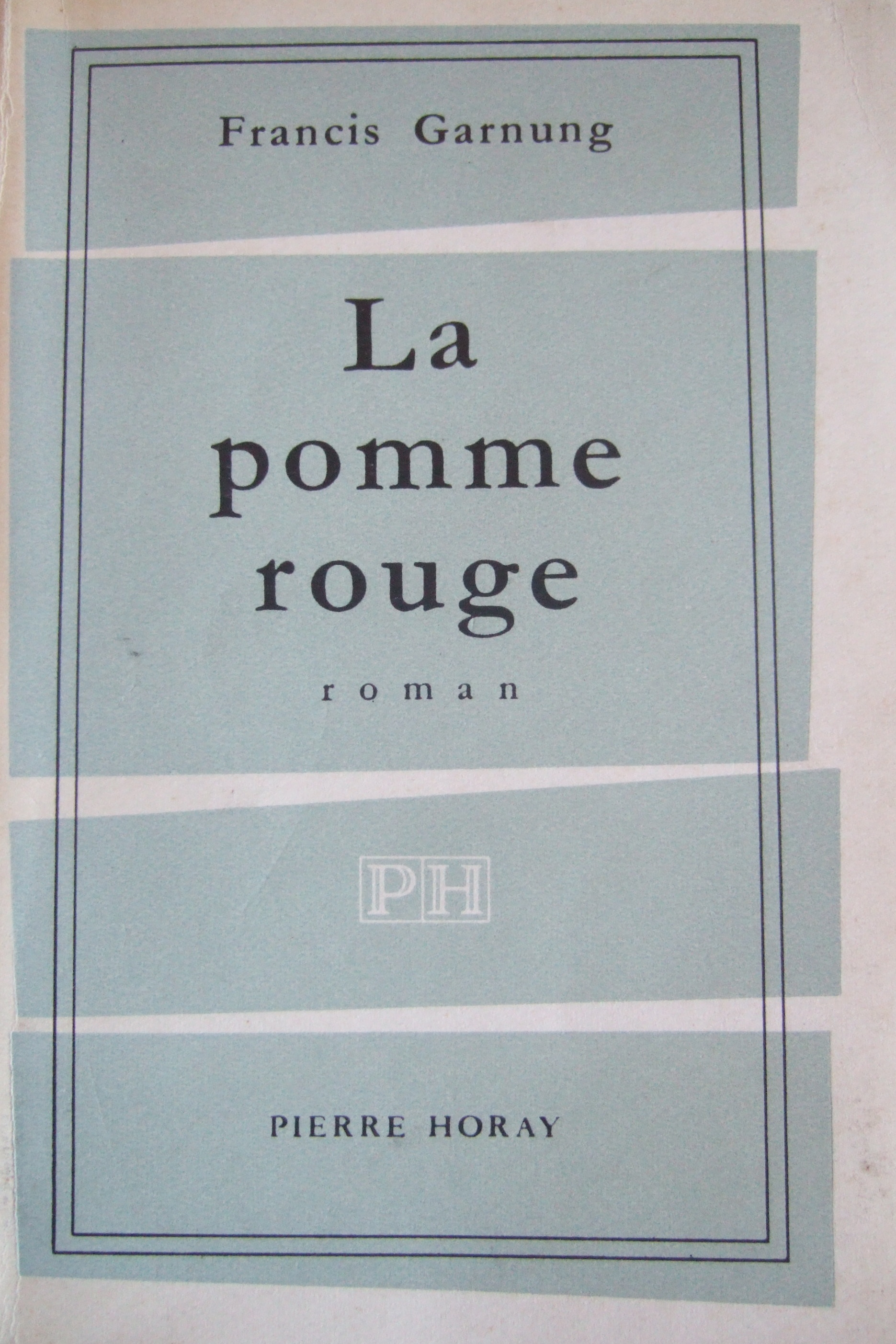
édition Pierre Horay 1956